# シンメトリー (可不のアルバム)
『シンメトリー』は、KAMITSUBAKI STUDIO のCeVIO AI 音楽的同位体 可不の1st アルバムである。2022年2月25日にリリースされた。
本項では、それに先んじてリリースされていた「音楽的同位体 可不(KAFU) スターターパッケージ」同梱の『KAF+YOU KAFU COMPILATION ALBUM』および、配信版のEPについても述べる。

## 概要
FINDME STORE by THINKRで2021年11月24日に予約が開始された。下記のCD2枚組に加え、マグネットシート、ノート、ポストカード2枚が同梱された。また、発売に際し、参加したボカロPによるコラボグッズが販売された。
かいりきベア、40mP、ナユタン星人といったボカロPの参加や、「マーシャル・マキシマイザー」や「フォニイ」といったバイラルヒットした曲の収録により注目された。DISC 2 の最後に収録されている「ナイトルール」は煮ル果実による初めての可不オリジナル楽曲である。また、「朝日」は可不の音声の提供元である花譜とのコラボ曲である。

## 収録曲
全30曲が収録されており、下記のDISC 1、DISC 2からなる。

### DISC 1
「同化するシンメトリー」と題されている。
1. 朝日 feat.花譜 [3:25]
作詞・作曲：カンザキイオリ、編曲：大沼パセリ
2. 化孵化 [3:26]
作詞・作曲：sasakure.UK
3. 独り夜がり [2:43]
作詞・作曲：水野あつ
4. キュートなカノジョ [2:12]
作詞・作曲：syudou
5. 色彩 [3:17]
作詞・作曲：ATOLS
6. メスト [3:19]
作詞・作曲：かいりきベア
7. 私のドッペルゲンガー [3:11]
作詞・作曲：DIVELA
8. 邪道 [2:25]
作詞・作曲：Peg
9. ATARI FRONT PROGRAM [3:21]
作詞・作曲：鬱P
10. 不埒な喝采 [2:24]
作詞・作曲：ポリスピカデリー
11. YONAKI [4:33]
作詞・作曲：みきとP
12. 第四の壁、向こうより [3:59]
作詞・作曲：しとお
13. ホログラム [2:55]
作詞・作曲：一二三
14. フーリッシュフール [3:04]
作詞・作曲：蜂屋ななし（栗山夕璃）
15. マーシャル・マキシマイザー [3:04]
作詞・作曲：柊マグネタイト

### DISC 2
「真白のシンメトリー」と題されている。
1. アイスクリーム [3:53]
作詞・作曲：Guiano
2. フォニイ [3:09]
作詞・作曲：ツミキ
3. レトロポリス [3:58]
作詞・作曲：R Sound Design
4. 水面下 [3:41]
作詞・作曲：大沼パセリ
5. 花となれ [4:22]
作詞・作曲：雄之助
6. ノスタルジック・ブルー [2:43]
作詞・作曲：Aqu3ra
7. コールドケース [3:19]
作詞・作曲：wotaku
8. ジェラシス [3:32]
作詞・作曲：Chinozo
9. 社会距離 [4:04]
作詞・作曲：40mP
10. 最底辺の嫌がらせ [3:42]
作詞・作曲：100回嘔吐
11. 全部全部全部 [3:56]
作詞・作曲：164
12. ひみつのユーフォー [3:16]
作詞・作曲：ナユタン星人
13. めめしぃ [2:56]
作詞・作曲：すりぃ
14. はなぐすり [3:15]
作詞・作曲：koyori
15. ナイトルール [4:05]
作詞・作曲：煮ル果実

## KAF+YOU KAFU COMPILATION ALBUM
『KAF+YOU KAFU COMPILATION ALBUM』は2021年7月7日に発売された「音楽的同位体 可不(KAFU) スターターパッケージ」に同梱されたコンピレーションアルバムである。2021年8月25日には配信リリースされた。
以下の10曲が収録された。
1. 朝日 [3:25]
2. めめしぃ [2:56]
3. ホログラム [2:55]
4. 不埒な喝采 [2:24]
5. ジェラシス [3:32]
6. レトロポリス [3:58]
7. ナイトルール [4:05]
8. アイスクリーム [3:53]
9. 花となれ [4:22]
10. キュートなカノジョ [2:12]

## 配信版

### 先行配信
上記の楽曲のうち、以下の8曲がEP版『KAF+YOU KAFU COMPILATION ALBUM シンメトリー』として2021年11月23日に先行配信された。
1. メスト [3:19]
2. YONAKI [4:33]
3. フーリッシュフール [3:04]
4. マーシャル・マキシマイザー [2:43]
5. フォニイ [3:09]
6. 水面下  [3:41]
7. 社会距離 [4:04]
8. ひみつのユーフォー [3:16]

### Vol. 2
『KAF+YOU KAFU COMPILATION ALBUM シンメトリー vol.2』 として以下の6曲が2021年12月30日にリリースされた。
1. 化孵化 [3:26]
2. 独り夜がり [2:43]
3. 色彩 [3:17]
4. ATARI FRONT PROGRAM [3:21]
5. ノスタルジック・ブルー [2:43]
6. はなぐすり [3:15]

### Vol. 3
『KAF+YOU KAFU COMPILATION ALBUM シンメトリー vol.3』 として以下の6曲が2022年3月2日にリリースされた。
1. 朝日 [3:25]
2. 私のドッペルゲンガー [3:11]
3. 邪道 [2:25]
4. 第四の壁、向こうより [3:59]
5. コールドケース [3:19]
6. 最底辺の嫌がらせ [3:42]
7. 全部全部全部 [3:56]